# Lagynopteryx viduaria
Lagynopteryx viduaria är en fjärilsart som beskrevs av Berg 1883. Lagynopteryx viduaria ingår i släktet Lagynopteryx och familjen mätare. Inga underarter finns listade i Catalogue of Life.